# 기무라 모토오

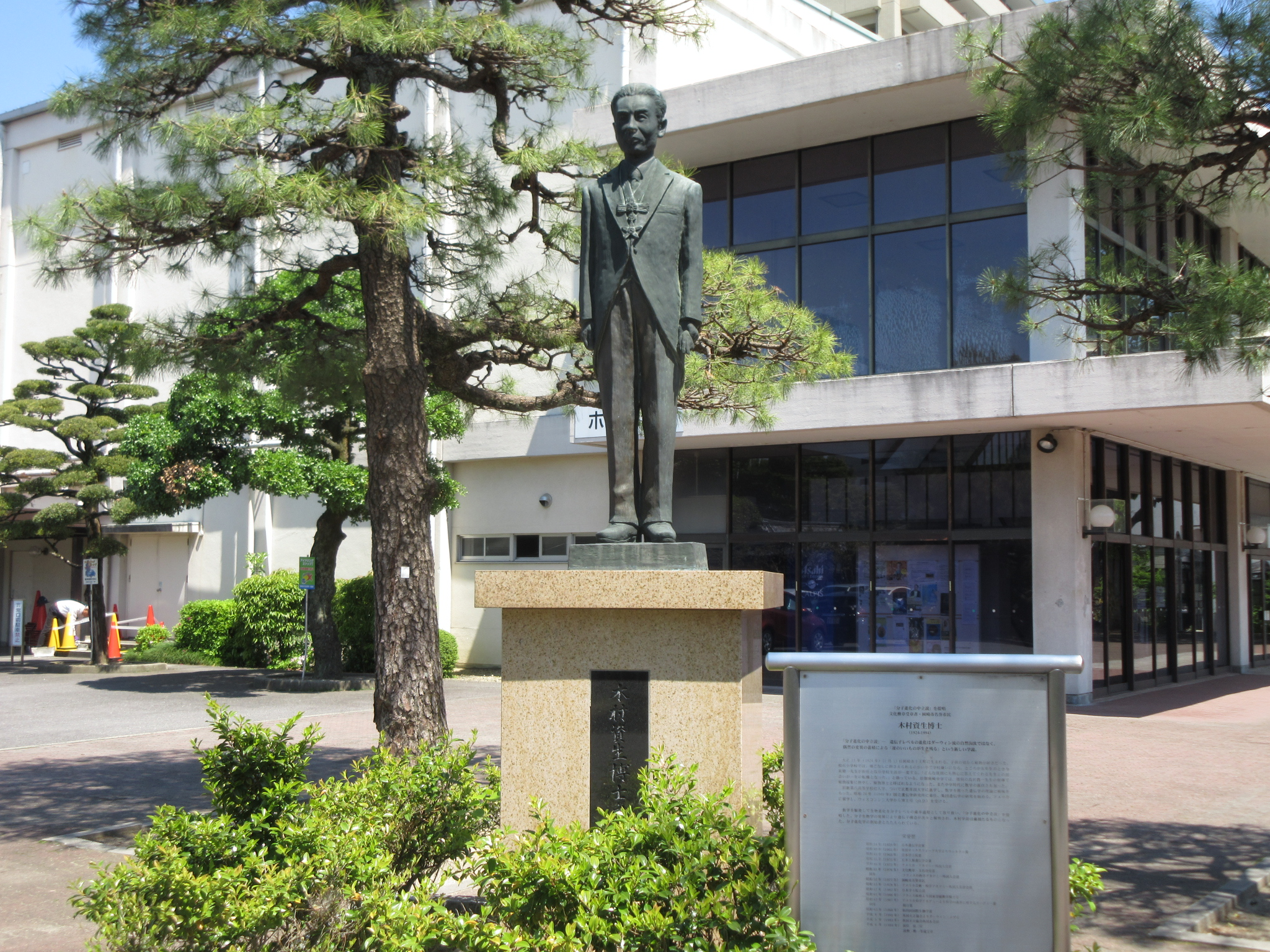

기무라 모토오(일본어: 木村資生, 1924년 11월 13일 - 1994년 11월 13일)는 1968년 중립 진화 이론을 발표하여 세계적으로 널리 알려진 일본의 생물학자이다. 이로써 기무라는 집단유전학 이론에 가장 영향력 있는 학자가 되었다. 또한 기무라가 제시한 확산 방정식은 유전학의 새로운 연구방법으로 널리 사용되고 있다. 확산 방정식은 개체의 생존과 재생산에 대하여 유리하거나 불리 또는 중립적으로 작용하는 각각의 대립형질이 고착될 가능성을 계산하는 수식이다.
기무라는 집단유전학과 분자생물학의 데이터를 활용하여 유전자 부동에 의한 대립형질 발현빈도의 변화가 진화의 가장 큰 요인으로 작용한다는 중립 진화 이론을 발표하였다. 위스콘신 주립대학의 석좌교수이자 널리 알려진 집단유전학자인 제임스 F 크로우는 기무라의 업적을 현대 진화 이론의 선구자인 할데인, 라이트, 피셔와 동등한 위치에 있다고 평가하였다.

## 생애와 업적
기무라 모토오는 1924년 일본의 아이치현 오카자키시에서 태어났다. 어려서부터 식물학과 수학에 재능을 보였다. 나고야에서 고등학교를 다니면서 구마자키 연구소에서 백합의 염색체 구조에 대한 연구를 하였다. 연구소장이었던 구마자키는 기무라의 식물과 수학에 대한 재능을 한데 묶을 수 있는 학문으로 생물통계학을 추천하였다.
제2차 세계대전 중이던 1944년 기무라는 교토 제국대학에 입학하였다. 지도교수인 기하라 히토시가 징병을 피하기 위해선 세포학 보다는 당시 농업 개량의 필요성 때문에 중요하게 여겨지고 있던 식물학을 전공으로 하는 것이 좋겠다고 충고했기 때문에 기무라는 식물학을 전공으로 택했다. 전쟁 후 기하라의 연구실에서 일하게 된 그는 외래 식물에 의한 유전자의 유입에 대해 연구하였고 집단유전학을 공부하였다. 1949년 기무라는 미시마시의 국립 유전자 연구소로 자리를 옮겼다. 1953년 기무라는 집단유전학에 대한 첫 논문을 발표하였다. 그 논문에서 기무라는 스웰 라이트의 "섬 모델"보다 복잡한 패턴을 보이는 집단 유전학 모델인 "징검다리 모델"을 제시하였다. 1953년 기무라는 미국을 방문하였으며 원폭 피해자 위원회에서 활동하던 유전학자 던컨 맥도날드의 소개로 아이오와 주립 대학교에 자리를 잡게 되었다.
1960년 기무라는 집단유전학에 대한 연구성과를 정리하여 《집단유전학 개론》을 출간하였다. 이 책에는 기무라가 그 동안 연구하였던 "무한 공간"에서 발생하는 "무한개의 대립형질"의 유전자 부동에 대한 연구와 단백질 서열과 유전자 서열에 대한 분자진화학적 연구, 그리고 상동성 단백질에 대한 전기영동 실험 결과 등이 수록되어 있다. 또한 1961년에는 유전적 하중에 대한 간략한 논문을 발표하였다.
1968년 기무라는 중립 진화 이론을 발표하였다. 이 이론은 분자 단위에서 보면 자연선택보다는 유전자 부동이 진화의 주된 요인으로 작용한다는 것이다. 이 이론은 당시 생물학의 그 어떤 분야보다도 급격한 발전을 이루고 있던 분자생물학의 성과들을 진화 이론에 반영한 것으로 발표 후에 커다란 논쟁이 뒤따랐다. 이 논쟁에서 분자생물학자들의 다수가 기무라를 지지하였다.
이후 기무라는 생애의 대부분을 중립 진화 이론을 발전시키고 방어하는 데 보냈다. 1983년 《분자진화학의 중립이론》를 발간하였으며, 1988년 일본어로 발간된 《생물진화를 생각한다》는 일본내에서 베스트셀러가 되었다.
많은 학문적 논쟁의 결과 중립 진화 이론은 오늘날 분자진화학의 현대 이론으로 인정되고 있다.
1992년 기무라는 영국 왕립 학회의 외국인 회원이 되었으며 다윈 메달을 수여받았다. 기무라는 기무라 히로코와 결혼하였으며 사이에 한 명의 자식이 있다.

## 같이 보기
- 분자생물학
- 분자진화학
- 유전자 부동
- 중립 진화 이론